# Grand Prix (álbum)
Grand Prix é o quinto álbum da banda escocesa de rock alternativo, Teenage Fanclub, lançado em Julho de 1995 pelo selo fonográfico, Creation Records, em parceria com a Geffen Records e o primeiro gravado com o então novo baterista Paul Quinn, ex integrante dos The Soup Dragons.
Estilisticamente a banda deixava definitivamente o passado de distorções e ruídos para trás, abraçando o guitar-pop, focando-se nas guitarras limpas e nas harmonias de três vocais, para se tornar uma banda "próxima do estilo country-rock, uma combinação de The Byrds e Beatles, ainda mais relaxada". Segundo o semanário inglês especializado em rock alternativo, New Music Express, o disco deixa a sensação de que "se os Beach Boys tivessem nascido em Glasgow, eles soariam como o Teenage Fanclub".

## Produção e lançamento
As canções do disco foram exaustivamente ensaiadas por um período de cinco meses antes da banda entrar no estúdio Manor em Oxford, com o produtor Dave Bianco (que havia trabalhado previamente com os Black Crowes e o Primal Scream,  e lhes foi apresentado pelo amigo Frank Black). O disco foi o primeiro a ser gravado com o novo baterista Paul Quinn, egresso dos Soup Dragons, uma vez que o antigo ocupante, Brendan O'Hare havia sido demitido por "estar mais interessado em tocar guitarra do que bateria".
As treze melhores canções deste período de ensaios foram selecionadas para as gravações, que duraram cinco semanas. Pela primeira vez o grupo agregou novos instrumentos à sonoridade, como um velho piano Wurlitzer adquirido por Norman pela quantia de 150 dólares, através do anúncio de um jornal local, além de um conjunto de cordas (viola, violoncelo, violinos) e um conjunto de sopro (saxofones alto, tenor e barítono, além de trompetes). Depois do término das gravações a banda partiu para Los Angeles para os trabalhos de mixagem.
O álbum recebeu o irônico título de Grand Prix, tendo a banda declarado que "nenhum entre nós sabe dirigir um carro, ou possui qualquer fascinação pelas corridas de Formula 1". A escolha foi devido a possibilidade de, segundo eles, criarem uma imagem "forte".

## Recepção
Após o lançamento, o disco não prosperou de maneira significativa nos Estados Unidos, mas no Reino Unido o disco foi visto animadamente como um come back da banda, após as baixas vendas do "injustiçado" álbum anterior, Thirteen, que na época do lançamento foi recebido com pouco entusiasmo. Lançado no auge do Britpop (rótulo que a banda renega com veemência), Grand Prix foi o primeiro trabalho da banda a figurar entre os dez mais da parada de sucessos no Reino Unido, alcançando a sétima posição.
Para alcançar tal êxito, a gravadora Creation investiu a quantia de 100.000 libras apenas para promover cada um dos três singles do álbum na Inglaterra e Escócia, o que representa, somente em publicidade, 150 vezes o valor que a banda gastou para produzir seu primeiro disco 5 anos antes, A Catholic Education, e duas vezes mais o que a Creation gastou para produzir os dois álbuns anteriores, Bandwagonesque e Thirteen.
O disco é considerado pelo selo Creation como "a maior realização da banda ao longo de sua durável carreira", e foi unanimemente saudado pela critica, considerado como "coeso", possuidor de um "esplendor melódico", e tendo sido nomeado pela BBC como "um disco pop perfeito".
Fãs da primeira fase da banda, contudo, se ressentiram da extrema limpeza do disco, da ausência de profundidade e do "sentimento de periculosidade" que marcara os discos anteriores.
O disco é referenciado no romance "Vestido de Flor", do jornalista e crítico musical da revista Rolling Stone Brasil, Carlos Eduardo Lima, e também no romance "The Birthday Gift", de Anthony Scott.

## Faixas
| N.º | Título               | Duração |  |
| 1.  | "About You"          | 2:41    |  |
| 2.  | "Sparky's Dream"     | 3:17    |  |
| 3.  | "Mellow Doubt"       | 2:42    |  |
| 4.  | "Don't Look Back"    | 3:43    |  |
| 5.  | "Verisimilitude"     | 3:31    |  |
| 6.  | "Neil Jung"          | 4:48    |  |
| 7.  | "Tears"              | 2:43    |  |
| 8.  | "Discolite"          | 3:07    |  |
| 9.  | "Say No"             | 3:12    |  |
| 10. | "Going Places"       | 4:28    |  |
| 11. | "I'll Make It Clear" | 2:33    |  |
| 12. | "I Gotta Know"       | 3:27    |  |
| 13. | "Hardcore/Ballad"    | 1:48    |  |

## Créditos[20]
| - Norman Blake – Vocais e Guitarras - Gerard Love – Vocais e Contrabaixo - Raymond McGinley – Vocais e Guitarras - Paul Quinn – Bateria | - David Bianco – Guitarras, piano, vocais (também o produtor do álbum) - Dinah Beamish – Violão celo - Jules Singleton – Violino - Sonia Slany – Violino - Jocelyn Pook – viola - Nigel Hitchcock – Saxofone alto - Steve Sidwell – Trompete - Jamie Talbot – Saxofone tenor - Chris White – Saxofone barítono - Dave Barker – palmas - Chas Banks – palmas - Jim Parsons – palmas | - Teenage Fanclub – co - produção e conceito da capa - David Bianco – co - produção - Stephen Marcussen – masterização - Sonia Slany – arranjos - George Borowski – Manutenção das guitarras - Marcus Tomlinson – Foto da Capa - John Andrews – Direção foto de capa - Robert Fisher – Desenho do logo "Grand Prix" - Toby Egeinick – Layout da capa |